# Demetrio Conidares
Demetrio Conidares (San Miguel de Tucumán, Tucumán). Fue un futbolista argentino que jugaba como delantero.Es el máximo goleador de Racing en el Clásico de Avellaneda.
Durante su carrera se consagró campeón nacional con Racing en la Copa de Competencia de la Liga Argentina 1933.

## Trayectoria

### Central Córdoba
Conidares empezó su carrera jugando en Central Córdoba de Tucumán. Se destacó por su habilidad, jugando de wing derecho, a pesar de su estado físico. En 1931 se consagró campeón de la Liga Tucumana, en una disputada lucha contra Atlético Tucumán.

### Quilmes
En 1932 Quilmes incorpora a 6 jugadores de la poderosa Liga Tucumana, el equipo fue denominado "el equipo de los tucumanos". Debido a esto, al año siguiente, el equipo del sur de Buenos Aires, vuelve a apostar por los jugadores del Jardín de la República. Es acá  cuando llegó Demetrio Conidares, destacándose rápidamente, por lo tanto no duró tanto en la institución quilmeña.
En 1937 volvió para disputar una temporada.

### Racing
Llegó a Racing en 1933, en un polémico pase, junto con Vicente Zito y otro tucumano, Eduardo Leoncio. En la "academia" tuvo una destacada actuación goleadora. Es el cuarto máximo goleador del Clásico de Avellaneda entre los dos equipos y el máximo goleador por parte de Racing. Se consagraría campeón de la copa de competencia, al vencer a San Lorenzo por 4 a 0, con 1 gol de Conidares. Como curiosidad Racing jugó ese partido con 3 tucumanos en la delantera (Leoncio, Fassora y Conidares) y dos marcaron goles (Fassora 2 y Demetrio 1).

## Clubes
| Club            | País      |
| --------------- | --------- |
| Central Córdoba | Argentina |
| Quilmes         | Argentina |
| Racing          | Argentina |

## Palmarés
| Título           | Equipo          | País      | Año  |
| ---------------- | --------------- | --------- | ---- |
| Liga Tucumana    | Central Córdoba | Argentina | 1931 |
| Copa Competencia | Racing          | Argentina | 1933 |